# Козьмин, Валериан Александрович
Валериа́н Алекса́ндрович Козьми́н (25 декабря 1950 года, Акмолинск — 18 февраля 2014 года, Санкт-Петербург) — российский этнограф, антрополог, ведущий сотрудник кафедры этнографии и антропологии исторического факультета (ныне — Институт истории) Санкт-Петербургского государственного университета (СПбГУ), заведующий кафедрой с 2002 по 2012 год, доцент, кандидат исторических наук.

## Биография
Родился 25 декабря 1950 г. в городе Акмолинске (ныне г. Астана) на севере Казахстана. Затем вместе с семьёй переехал в Петропавловск-Камчатский, где окончил школу.
В 1968 году поступил в Ленинградский государственный университет. Специализировался на кафедре этнографии и антропологии исторического факультета. В 1973—1975 годах проходил службу в Советской Армии в должности командира артиллерийской батареи. В 1975 году стал ассистентом кафедры, в 1986 году — доцентом, в 2002—2012 годах был заведующим кафедрой.

## Профессиональная деятельность
Вся научная и педагогическая деятельность В. А. Козьмина была связана с кафедрой этнографии и антропологии исторического факультета университета, на которую он поступил студентом в 1968 году с начала её основания востоковедом профессором Р. Ф. Итсом. Был учеником последнего, а также археолога доцента кафедры Д.Г. Савинова и физического антрополога доцента И.И. Гохмана.
В 1981 году защитил диссертацию на соискание ученой степени кандидата исторических наук.
С 1992 по 2004 — отзывчивый учёный секретарь Диссертационного совета университета на соискание учёной степени кандидата наук по специальностям: археология, история искусства, этнография, этнология и антропология.
В 2003—2005 гг. член Президиума Ассоциации этнографов и антропологов России. Под его редакцией издавались периодические сборники «Полевая этнография» и «Историческая этнография».
Участововал в организации научных конференций, в том числе был председателем организационного комитета конференции «Полевая этнография» в 2006 году.
С 1976 по 1990 гг. руководил этнографическими экспедициями кафедры в Западную Сибирь в течение одиннадцати полевых сезонов. Основной этнографический предмет исследований Валериана Александровича — оленеводческая культура народов Западной Сибири и функционально зависимые от неё материальная и духовная сферы. Систематизировал изучение оленеводческого комплекса и предложил ряд оригинальных интерпретаций происхождения элементов традиционной культуры оленеводов.
После смерти А. В. Гадло в 2002 году был избран заведующим кафедры этнографии и антропологии СПбГУ.
В интервью изданию кафедры этнографии «Этнос» в 2012 г. В. А. Козьмин говорил, что одной из главный своих целей на должности заведующего видит сохранение традиций основателей кафедры. Главными из этих традиций он выделял верность своему делу, товарищество, взаимопомощь, доброжелательность, и утверждал, что «верность профессии защитит вас [будущих этнографов] всегда».
С помощью своего учителя, антрополога, кандидата исторических наук И. И. Гохмана образовал в этногенетическом ключе палеоэтнографическое направление ленинградской школы исторической этнографии. Выработал теоретические основы полевой этнографической работы, а также наглядно-иллюстративные методики преподавания этнографии и антропологии.
В. А. Козьминым разрабатывались проблемы рассмотрения этнографического источника, его соотношение с историческими данными. Эти взгляды были изложены в учебнике «Полевая этнография», который долгие годы был доступен только в рукописи. В своих работах В. А. Козьмин предложил ряд новых интерпретаций истории формирования оленеводческих технологий, оленьего транспорта, жилища и одежды оленеводов Западной Сибири. Также В. А. Козьмин выявил два основных варианта реализации оленеводческих хозяйств: ненецкое тундровое крупно-стадное кочевое оленеводство и преимущественно транспортное оленеводство как часть промыслового хозяйства народов таёжной зоны Западной Сибири, а также отдельные их этнические и местные варианты.
Наиболее значимые из читавшихся лекционных курсов — «Этнография Сибири» и «Антропогенез», последний их которых читался для всех специальностей исторического факультета.
Материалы этнографических экспедиций, осуществлённых под руководством В. А. Козьмина, хранятся в архиве кафедры этнографии и антропологии Института истории СПбГУ.

## Публикации

### Книги
- Оленеводческая культура народов Западной Сибири. СПб.: Изд-во СПбГУ, 2003. 236 с.
- Этнология (этнография) / под ред. В. А. Козьмина, В. С. Бузина. — М.: Издательство Юрайт, 2022. — 438 с. — (Высшее образование). — ISBN 978-5-534-00916-3.

### Статьи в журналах
- Лодка-нарта в этнографии народов Западной Сибири // Вестник Ленинградского университета. Вып.2. 1980. № 8. С. 29-33.
- Чум в культуре народов Западной Сибири и вопросы его происхождения // Этнографическое обозрение. 2002. № 1. С. 79-93.

### Прочие публикации
- К вопросу о времени появления оленеводства у обских угров // Этнография Северной Азии. Новосибирск: Наука, 1980. С. 163—171.
- К вопросу о происхождении нартенного транспорта в западносибирском оленеводстве // Историческая этнография: традиция и современность: межвуз. сб. / под ред. Р. Ф. Итса. Л.: Изд-во ЛГУ. 1983. (Проблемы археологии и этнографии. Вып. 2). С. 45-55.
- Типология оленеводства народов Западной Сибири // Историческая этнография: межвуз. сб. / под ред. Р. Ф. Итса. Л.: Изд-во ЛГУ, 1985 (Проблемы археологии и этнографии. Вып. 3. С. 17-25.
- Традиции в развитии оленеводства народов Западной Сибири // Культурные традиции народов Сибири. Л.: Наука, 1986. С. 42-56.
- Оленеводство народов Сибири // Программы и вопросники по изучению материальной культуры. Омск: ОмГУ, 1989. С. 13-18.
- Оленеводство коми-ижемцев в Западной Сибири // Антропология и историческая этнография Сибири: межведомственный тематический сб. науч. трудов. Омск: ОмГУ, 1990. С. 73-83.
- Культура жизнеобеспечения оленеводов Западной Сибири (к постановке вопроса) // Проблемы культурогенеза и культурное наследие. Ч. *Этнография и изучение культурных процессов и яв- лений. СПб.: ИИМК РАН, 1993. С. 15-18.
- Учебник полевой этнографии // Кунсткамера. Этнографические тетради. Вып. 2-3. СПб.: МАЭ РАН, 1993. С. 457—470.
- Учебник полевой этнографии (глава вторая) // Кунсткамера. Этнографические тетради. Вып. 4. СПб.: МАЭ РАН, 1994. С. 364—374.
- Оленеводство у русских // Историческая этнография: Русский Север и Ингерманландия: межвуз. сб. К 60-летию со дня рождения проф. А. В. Гадло / под ред. И. Я. Фроянова. СПб.: Изд-во СПбГУ, 1997 (Проблемы археологии и этнографии. Вып. 5). С. 100—121.
- Взгляды М. И. Артамонова на происхождение оленеводства // Проблемы археологии. Вып.4. История и культура древних и средневековых обществ: сб науч статей, посвященных 100-летию со дня рождения Михаила Илларионовича Артамонова. СПб.: Изд-во СПбГУ, 1998. С. 62-67.
- О методах исследования генезиса западносибирского оленеводства // Культурное наследие народов Сибири и Севера. СПб.: МАЭ РАН, 2000. С. 128—132.
- Из истории оленеводства // Традиционные системы жизнеобеспечения и региональная национальная политика. Вып.1: сб. статей. Новосибирск: Изд-во ИАЭТ СО РАН, 2000. С. 21-30.
- Малица в оленеводческой культуре народов Западной Сибири // Этнография народов Западной Сибири. Сибирский этнографический сборник. Вып. 10. М.: ИЭА РАН, 2000. С. 141—154.
- Некоторые особенности оленеводческой культуры таёжного населения Западной Сибири // Евразия сквозь века: сб. науч. трудов, посвященный 60-летию со дня рождения Дмитрия Глебовича Савинова. СПб.: Изд-во СПбГУ, 2001. С. 222—225.
- Оленеводство // Вопросники и программы по этноархеологии и этнографии: учебно-методическое пособие. Омск: ОмГУ, 2002. С. 36-40.
- Интегративные аспекты оленеводческой культуры народов Западной Сибири // Историческая этнография. Вып. 1. Вопросы этнической истории народов России: межвуз. сб. / под ред. А. В. Гадло. СПб.: Изд-во СПбГУ, 2004. С. 126—134.
- Две формы западносибирского оленеводства // Археология, история, нумизматика, этнография Восточной Европы. Сборник статей памяти проф. И. В. Дубова / под. ред. А. Н. Кирпичникова, В. Н. Седых. СПб.: Изд-во СПбГУ, 2004. С. 329—333.
- Полевые этнографические исследования кафедры этнографии и антропологии СПбГУ // Полевая этнография — 2008. СПб.: Изд-во СПбГУ, 2010. С. 33-40.
- Кафедра этнографии и антропологии исторического факультета СПбГУ // Альманах Санкт-Петербургский Дом национальностей. 2012. Август.